# Scopula

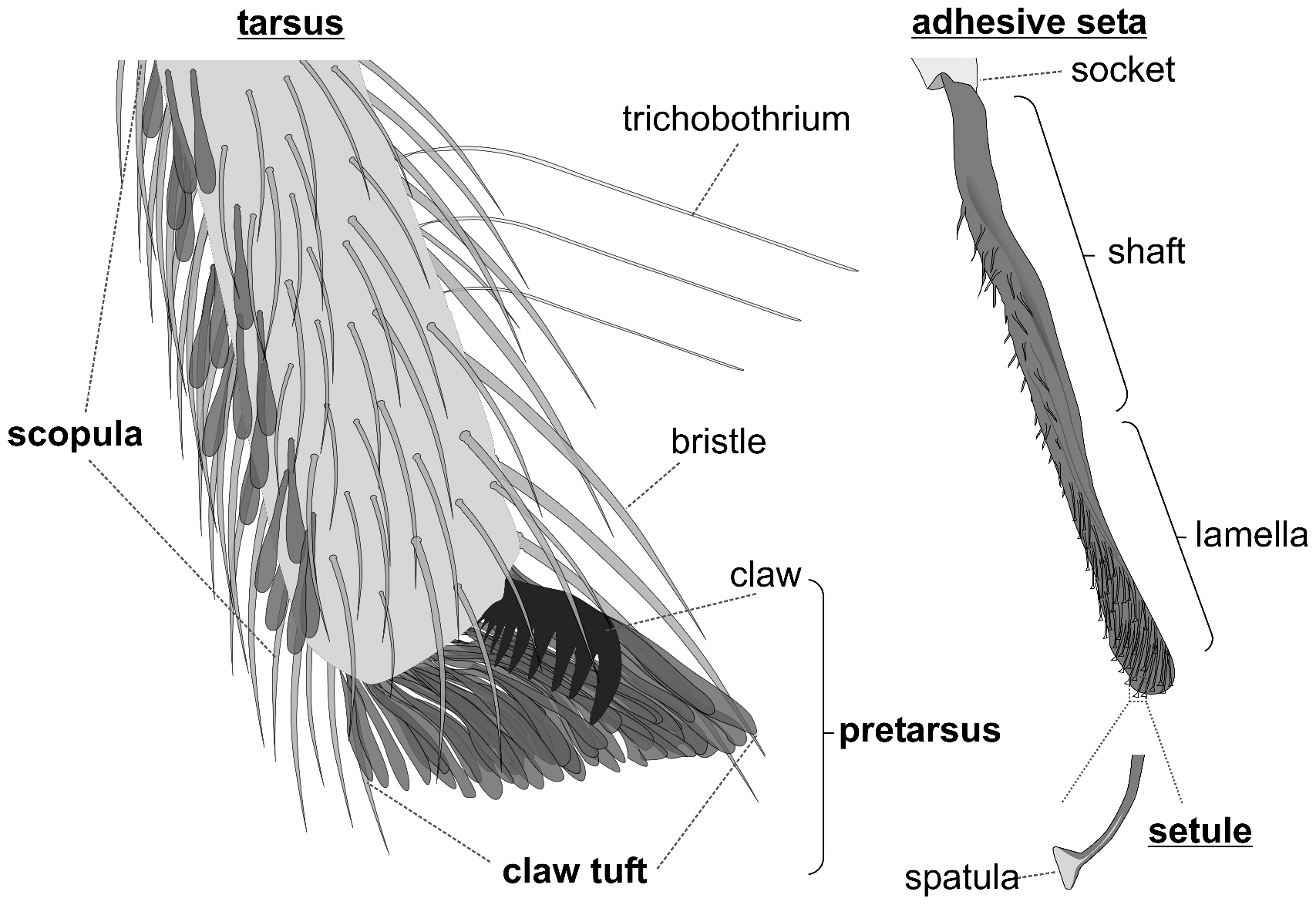
Rappresentazione del tarso di un aracnide con indicazione delle scopulae

Con il termine scopula, più usato il plurale scopulae, si denotano quei ciuffi di peli presenti alle estremità delle zampe dei ragni. Consistono in microscopici peli, ognuno dei quali suddiviso in setole ancora più fini e ramificate in modo da essere distribuiti e quindi occupare una superficie cospicua.
Nel momento in cui le scopulae sono rivolte tutte verso l'esterno della punta delle zampe e collocate contro una superficie, consentono al ragno un'adesione alla stessa molto forte dovuta alle forze di van der Waals, che sono forze attrattive tenaci che agiscono fra le molecole.
Questa forza è tale che consente ai ragni di scalare senza sforzo qualsiasi tipo di superficie, anche liscia come il vetro e di appendersi ai soffitti. 
Se il ragno potesse afferrare qualcosa con questo tipo di presa aderente, riuscirebbe a sollevare circa 170 volte il proprio peso.